# BGF에코머티리얼즈
BGF에코머티리얼즈(BGF Ecomaterials Co. Ltd.)는 BGF그룹 계열의 대한민국의 고기능성 폴리머 칩 기업이다. 본사는 경기도 화성시 장안면 상두원길 142에 위치해 있다. 대표이사는 BGF그룹 2세이자 차남인 홍정혁이다. 고기능성 신소재부터 친환경 소재까지 다양한 소재·화학 솔루션을 연구개발하고 있다

## 역사
2022년 소재 부문 계열사인 코프라와 그 자회사 BGF에코바이오를 합병하여 BGF에코머티리얼즈를 설립하였다.

## 종속회사
- 케이엔더블유

## 참고 문헌
1. ↑  2024 BGF에코머티리얼즈 Company Profile
2. ↑  조가영, BGF그룹 2세 경영능력 시험대•••1분기 동생 홍정혁 판정승, 1코노미뉴스, 2024.05.29
3. ↑  윤인선, BGF에코머티리얼즈 '알짜 계열사' 본격 시험대, 홍정혁 경영능력 입증 올인, 비즈니스포스트, 2024-05-03